# Kato Olympos
Kato Olympos  este un oraș în Grecia în prefectura Larissa.